# Zlakova
Zlakova je naselje u slovenskoj Općini Zreču. Zlakova se nalazi u pokrajini Štajerskoj i statističkoj regiji Savinjskoj. 

## Stanovništvo
Prema popisu stanovništva iz 2002. godine naselje je imalo 155 stanovnika.